# José Azeredo Lopes

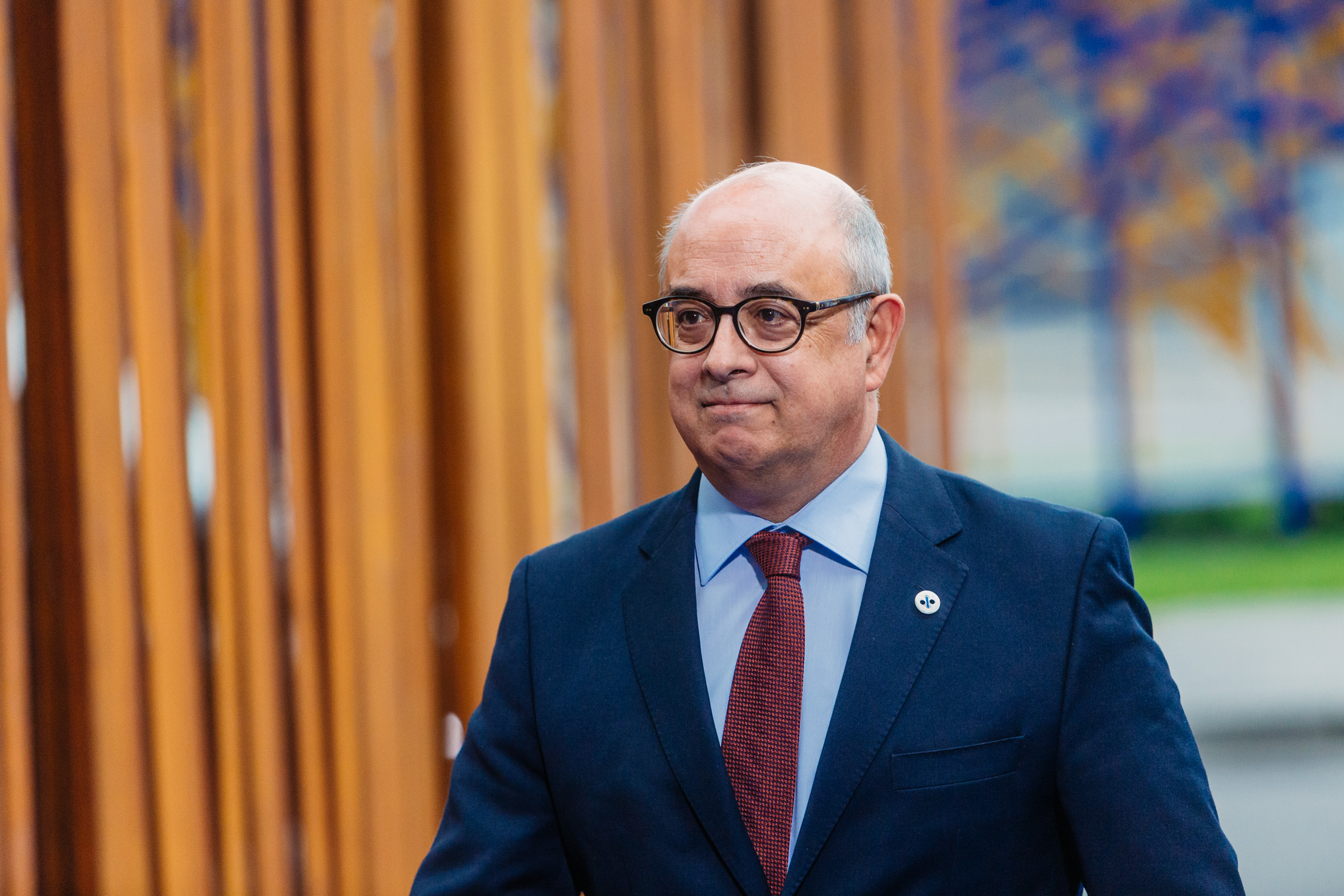
Azeredo Lopes (2017)

José Alberto de Azeredo Ferreira Lopes (* 20. Juni 1961 in Porto) ist ein portugiesischer Politiker und Jurist. Er war Universitätsprofessor und vom 26. November 2015 bis zu seinem Rücktritt am 12. Oktober 2018 im Kabinett Costa I Minister für Nationale Verteidigung der República Portuguesa. Sein Nachfolger wurde João Gomes Cravinho.

## Leben
Azeredo Lopes hat eine Lehrbefugnis mit einem Master und Doktortitel in Rechtswissenschaften von der Fakultät für Rechtswissenschaften der Universidade Católica Portuguesa in Porto erworben, wo er auch Universitätsprofessor ist. Er lehrte im Bereich des Völkerrechts und veröffentlichte Arbeiten über Menschenrechte bei bewaffneten Konflikten und der Operation der Vereinten Nationen in Somalia im Kampf gegen die Piraterie vor der Küste Somalias.
Darüber hinaus ist er Kabinettschef des Bürgermeisters von Porto. Dort widmete er sich mit wissenschaftlichem Interesse Studien über Maritime Angelegenheiten sowie dem Ozean-Management. Sein Anliegen ist, dass jede zukünftige Regierung von Portugal die Rolle der Marine stärker berücksichtigen muss, um bei einem Regierungsprogramm die „Schaffung einer wirksamen Präsenz in unserem Meer“ zu gewährleisten.
Azeredo Lopes war Auditor der Völkerrechtsakademie in Den Haag im Jahr 1990 und Berichterstatter über verschiedene Missionen und internationalen Arbeitsgruppen, vor allem in Osttimor. Er war Direktor der rechtswissenschaftlichen Fakultät von Porto der Katholischen Universität Portugal (2005–2006) und an der Abteilung für internationale Studien an der gleichen Universität von 1993 bis 2004. Lopes war auch Mitglied einer Arbeitsgruppe über Öffentlichkeit im Fernsehen.